# Autodesk Inventor

Autodesk Inventorral tervezett animáció (négyütemű robbanómotor működése)

Az Autodesk Inventor egy parametrikus 3D-s szilárdtest modellező CAD szoftver, elsődlegesen gépészeti tervezésre. A szoftvert az Autodesk fejleszti, ahogyan az AutoCAD és a Mechanical Desktop szoftvereket is, ezért az ezekkel a programokkal tervezett elemek importálhatóak az Inventorba, ezáltal lehetőség nyílik a szoftverek közötti átjárhatóságra, kompatibilitásra. A program egyik kiemelkedő tulajdonsága a nagyon egyszerű használat és ezáltal a könnyű tanulhatóság, amely csökkenti a tervezésre fordított időt a termék előállításában. A szoftver elsődleges célja a digitális prototípus gyártás, ahol a kész termék megtekinthető (akár végtelen sok apró módosításban) anélkül, hogy költséges prototípusokat kellene legyártani.

## Alkatrészek létrehozása
A szilárd testek (amelyekből műszaki rajzok, látványtervek, videók készíthetőek) olyan egyszerű elemekből lehet felépíteni, mint: kör, egyenes, körív, görbék stb. Ezen elemek, teljesen dinamikusan az alkatrész bármely fázisában megváltoztatható méretekkel, tulajdonságokkal rendelkeznek, amelyek lehetnek: kézzel számként, (konstansként) megadottak, de lehet függővé tenni más elemek méretéhez képest, akár egészen bonyolult képletekkel leírt függvény szerint, vagy Excel táblázatból importálva, ahol a méretek, mint nevesített konstansok jelennek meg, és a táblázat bármely változása, a rajz tulajdonságainak azonnali változását vonja maga után (amellett, hogy akár alkatrészcsoportokat is létre lehet hozni más-más mérettel de azonos „kinézettel”). 
A méretek mellett még rendelkezésre állnak az úgynevezett kényszerek, amelyek az adott elem olyan tulajdonságát határozzák meg, mint például: szimmetrikusság, párhuzamosság, merőlegesség, koncentrikusság stb.
A síkban megszerkesztett nézetek aztán 3D-ben tovább szerkeszthetőek, például: kihúzhatóak, kivonhatóak, körbeforgathatóak (tengelyes alkatrészek), hajlíthatóak (lemezes alkatrészek), de lehet furatot fúrni, menetet készíteni is.
Az elkészített alkatrészeket aztán egybe lehet építeni egy összetett alkatrésszé, amelyet ezután, megint össze lehet állítani további egyszerű vagy összetett elemekkel és így tovább.
A kész alkatrészekről műszaki rajzot lehet készíteni, automatikus generálódó nézetekkel és metszetekkel, renderelt látványtervek, animációk készíthetőek.
Minden alkatrésznek saját műveletfája van, ahol az összes művelet (kivéve a síkban végzett kiinduló műveletek) nyomon követhetőek, megváltoztathatóak. A tervezést a szoftver azon tulajdonsága teszi rugalmassá, hogy bármely apró módosítás, az összeépítés legalsó szintjén szereplő alkatrésznél, az összes általa meghatározott és/vagy tőle függő alkatrész azonnali újraszámolását vonja maga után, a 3D-s modelltől, a műszaki rajzon szereplő méretszámig.

## A szoftver részei
A szoftver részét képezi az AutoCAD és a Mechanical Desktop szoftverek mellett:
- Autodesk Vault (munkacsoportok központi adatkezelő alkalmazása)
- Autodesk Design Review (DWF formátumban megosztott fájlok megtekintése)

### A szoftver főbb részegységei
- végeselem analízis (FEM) / feszültségvizsgálat
- kábelek és kábelkorbácsok tervezése
- csövek, csővezetékek és rugalmas tömlők tervezése
- dinamikus szimuláció
- mérnöki kézikönyv (számítások, képletek, ábrák)
- szabványos elemek, kész alkatrész adatbázisa (DIN, ISO stb. – a csőszerelvényektől a csapágyakon át a legkülönfélébb csavarokig szinte minden)
- Design Accelerator (tengelyek, csavarkötések, fogaskerékhajtások, szíjhajtások stb. tervezése feszültségszámítással, ellenőrzéssel, automatikus terhelésnek megfelelő ajánlásokkal)
- Fröccsszerszám tervezés
- alkatrésztervező
  - lemezalkatrészek
  - testmodellek
  - felületmodellek
  - összeállítás tervező
  - látványtervező
  - 2D műszaki dokumentáció (műszakirajz)
  - alkatrészek egymáshoz hegesztése
  - vázszerkezet (szelvényekből építkezés)

## További parametrikus 3D-s testmodell tervező szoftverek
- Pro/Engineer
- Solidworks

## Fordítás
- Ez a szócikk részben vagy egészben  az   Autodesk Inventor című angol Wikipédia-szócikk fordításán alapul.  Az eredeti cikk szerkesztőit annak laptörténete sorolja fel. Ez a jelzés csupán a megfogalmazás eredetét és a szerzői jogokat jelzi, nem szolgál a cikkben szereplő információk forrásmegjelöléseként.